# Хамбургер ШФ
Хамбургер Шпортферайн (на немски: Hamburger Sport-Verein, HSV), накратко Хамбург, е германски спортен клуб от Хамбург, известен най-вече с футболния си отбор. До сезон 2017/18, когато отпада във Втора Бундеслига, този отбор е единственият, който е играл в Бундеслигата от създаването ѝ през 1962 година. Хамбургер е един от най-успешните германски футболни отбори, както и най-успешният в Северна Германия. Отборът има шест шампионски титли и три купи на Германия, носител е на Купата на европейските шампиони (КЕШ) и Купата на носителите на купи (КНК), има по един загубен финал за КЕШ, КНК и Купата на УЕФА, пет пъти печели турнира УЕФА Интертото и два пъти турнира за Купата на Лигата. Играчи на Хамбургер, като Уве Зелер, Манфред Калц, Феликс Магат, Вили Шулц и Хорст Хрубеш, са основни състезатели в националния отбор на Германия.

## История

### Основаване
Хамбургер ШФ е създаден на 1 юни 1919 г. На този ден се обединяват СК Германия 1887, ФК Хамбургер 1888 и ФК Фалке 1906. Според управителния съвет на Хамбургер началото е поставено на 29 септември 1887 г., датата на създаване на СК Германия 1887. Първоначално името на новосъздадения отбор е Хамбург 88-Германия-Фалке. За цветове на отбора са избрани червен и бял (цветовете на хамбургското знаме), а цветовете на СК Германия – син и черен – се използват за емблемата. Ромбът в емблемата е често използван символ от хамбургската търговска флота.
СК Германия 1887
Спортен клуб Германия 1887 е основан на 29 септември 1887 г. след сливането на Хоенфелдер Шпортклуб и Вандсбек-Мариенталер Шпортклуб. Цветовете на отбора са син и черен, емблемата е голяма буква „G“. СК Германия 1887 е четирикратен шампион на Хамбург-Алтона (1896, 1897, 1901 и 1902). През 1904 г. отборът губи полуфинала на турнира за определяне на германския шампион срещу Британия Берлин с 1:3.
ФК Хамбургер 1888
Футболен клуб Хамбургер 1888 е основан на 1 май 1888 г. от ученици от гимназия Вилхелм. Екипът на отбора е тъмносини фланелки и тъмни шорти. През 1894 г. във ФК Хамбургер се влива ФК Хоенлуфт. На 1 януари 1912 г. към клуба се присъединява Ото Хардер, един от легендарните играчи на Хамбургер. От 26 февруари 1914 г. отборът носи името Хамбургер ШФ 1888.
ФК Фалке 1906
Футболен клуб Фалке е създаден през 1906 г. от ученици от училище Епендорф. Отборът няма големи успехи, което е обяснимо с краткото му съществуване.

### Годините до края на Втората световна война (1919 – 1945)
Първият мач на Хамбургер ШФ се състои на 1 юни 1919 г. – той е срещу СК Виктория Реклингсхаузен, а Хамбургер губи с 1:4. След това започва участието на отбора в шампионата. Неговият формат е следният – отборите са разделени на окръжни лиги, чиито шампиони впоследствие играят турнир за определяне на шампиона на Северна Германия; той от своя страна взима участие в турнира за определяне на шампиона на Германия. Дебютът на отбора в лига Хамбург-Алтона е победа с 8:0 срещу СК Конкордия. Хамбургер става есенен първенец, но по-късно влиза в конфликт с футболния съюз, който отнема 5 точки на отбора, защото новият играч Ханс Поп не е получил разрешение да се състезава. В крайна сметка решението е ревизирано, но и така Хамбургер остава на второ място след СК Виктория. В периода 1920 – 1928 г. Хамбургер се състезава в Северногерманската лига. През сезон 1920/21 Северногерманският Футболен Съюз разделя тази лига на Северен и Южен окръг. Отборът става първенец на Северния окръг без загубен мач, а след две победи над шампиона на Южния окръг Хановер 96 Хамбургер печели първата си титла – шампион на Северна Германия.
Първите големи успехи на национално равнище идват през 1922 и 1923 г., когато Хамбургер печели първите си шампионски титли на Германия. Отборът обаче се „отказва“ от първата. Редовното време на финалния мач срещу Нюрнберг завършва при резултат 2:2. В продължението не пада гол и играчите се разбират мачът да продължи, докато не бъде отбелязан гол. Това обаче не се случва и след общо 189 минути (!) игра мачът е прекратен заради падналия мрак. Преиграването също е прекратено – редовното време изтича при резултат 1:1, а в продължението Нюрнберг остава само със седем играча, защото двама са изгонени, а други двама се контузват (по това време смените още не са въведени). Съдията прекъсва мача, защото минималният брой играчи в един отбор е осем. Нюрнберг иска да бъде изигран още един мач, но Германският футболният съюз (ГФС) обявява Хамбургер за шампион. Скоро след това обаче ГФС настоява Хамбургер доброволно да се откаже от титлата, защото Южногерманският футболен съюз заплашва да напусне ГФС. Така сезон 1921/22 остава без шампион. През 1923 г. Хамбургер побеждава на финала СК Унион Обершьоневайде (днешният Унион Берлин) с 3:0. Година по-късно Хамбургер отново е на финал срещу Нюрнберг, но този път южняците печелят с 2:0. През 1928 г. Хамбургер отново става шампион на Германия, този път надделявайки на финала над Херта Берлин с 5:2. През сезон 1928/29 се случва т.нар. Хамбургска футболна революция, след като 9 отбора от Хамбург и Холщайн Кил се отцепват от Северногерманската футболна лига и организират първенство помежду си, в което Хамбургер отново триумфира. Следват дълги преговори между двете страни и в крайна сметка отборите се връщат в организираните от съюза първенства, а той от своя страна намалява броя на окръжните лиги от 11 на 6. В годините до 1933 г. отборът доминира в окръжните (11 пъти шампион) и регионалната (10 пъти шампион на Северна Германия) групи.
След идването на власт на националсоциалистите системата за провеждане на немското футболно първенство е реформирана – въведени са 16 т.нар. Гаулиги, чиито шампиони играят финален турнир за определяне на германския първенец. Хамбургер се състезава в Гаулига Нордмарк и четири пъти финишира на първо място, а в съответните финални турнири – четвърто място през сезони 1936/37, 1937/38, 1938/39 и отпадане в групите през 1940/41.

### Доминация в Оберлига Норд (1945 – 1963)
Непосредствено след войната в Южна Германия е сформирана Оберлига Зюд, в която играят отбори от целия регион, докато на север отборите все още са разделени в окръжни първенства на по-малка територия, защото властите в Британската окупационна зона прекъсват провеждането на северногерманското първенство още след първия кръг. Така Хамбургер играе в Лига Хамбург, като става по един път шампион и вицешампион. Оберлига Норд е създадена през 1947 г. и Хамбургер играе в нея до създаването на Бундеслигата през 1963 г. По това време първенството е разделено на пет регионални лиги, а първите няколко отбора от всяка лига играят финален турнир за определяне на германския шампион. Хамбургер доминира безапелационно в Оберлига Норд – от шестнайсетте проведени сезона отборът е шампион петнадесет пъти. Отборът участва петнадесет пъти във финалния турнир, но успехите идват чак в края на 1950-те години. В първите години Хамбургер отпада още в предварителните кръгове или стига максимум до четвъртфинал. През сезони 1956/57 и 1957/58 Хамбургер стига до финал, но губи и двата пъти срещу Борусия Дортмунд (4:1) и Шалке 04 (3:0). Най-накрая през сезон 1959/60 Хамбургер успява да спечели третата си шампионска титла, побеждавайки на финала Кьолн с 3:2. През следващия сезон Хамбургер достига до полуфинал за КЕШ, където отпада от Барселона в три мача. През 1963 г. Хамбургер печели Купата на Германия за първи път в историята си след 3:0 срещу Борусия Дортмунд. През сезон 1953/54 отборът изпитва сериозни затруднения. Те са породени както от вътрешни търкания, така и от отнемането на четири точки заради трансфера на Вили Шрьодер, на когото Хамбургер непозволено дава пари на ръка. Отборът се бори да не изпадне и завършва на 11-о място.
С основен принос за доброто представяне на отбора след 1954 г. е Уве Зелер. През 1960 г. той е провъзгласен за Футболист на годината на Германия и става първият носител на тази награда.

### Първите години на Бундеслигата (1963 – 1975)
В първите няколко години след създаването на Бундеслигата Хамбургер продължава да е доминиращият отбор в Северна Германия. Въпреки това до сезон 1973/1974 най-доброто класиране на отбора в Бундеслигата е едно пето място. За сметка на това блестящ е Уве Зелер. През 1963/1964 той става голмайстор на Бундеслигата с 30 попадения, а през 1964 и 1970 г. става още два пъти Футболист на годината. Въпреки многото предложения да се присъедини към друг отбор, той остава верен на Хамбургер до края на кариерата си през 1972 г. През сезон 1967/1968 Хамбурер постига първия си голям успех на международната сцена – стига до финал за КНК, загубен с 2:0 от Милан. През 1973 г. ханзеатците печелят първото издание на Купата на лигата.

### Златните години (1976 – 1987)
Най-големите успехи в историята на Хамбургер са в края на 70-те и началото на 80-те години. В този период мениджър на отбора е Гюнтер Нецер, треньори са последователно Бранко Зебец, Александар Ристич и Ернст Хапел, а звездите на отбора са Кевин Кигън, Хорст Хрубеш, Феликс Магат, Франц Бекенбауер, Манфред Калц, Каспар Мемеринг и Улрих Щайн. В периода 1978 – 1984 г. Хамбургер става три пъти шампион (1978/79, 1981/82 и 1982/83) и три пъти вицешампион. През 1987 г. отборът отново е вицешампион. През 1976 и 1987 г. тимът от Хамбург печели Купата на Германия.
От този период датира един неподобрен рекорд – от 16 януари 1982 г. до 29 януари 1983 г. отборът няма загуба в 36 поредни мача от Бундеслигата.
Хамбургер се представя великолепно и на международно равнище. През 1977 г. отборът печели КНК след 2:0 срещу Андерлехт, като по пътя дотам отстранява последователно Кеплавик ИФ (общ резултат 4:1), Хартс (8:3), МТК Будапеща (5:2) и Атлетико Мадрид (4:3). През 1983 г. Хамбургер триумфира с КЕШ, след 1:0 срещу Ювентус, отстранявайки преди това Динамо Берлин (общ резултата 3:1), Олимпиакос (5:0), Динамо Киев (4:2) и Реал Сосиедад (3:2).
Хамбургер играе и на три финала: през 1980 г. за КЕШ (0:1 срещу Нотингам Форест), през 1982 г. за Купата на УЕФА (0:1 и 0:3 срещу ИФК Гьотеборг и през 1983 г. за Междуконтиненталната купа (1:2 срещу Гремио).

### Години на посредственост (1987 – 1999)
През последвалите години Хамбургер се представя посредствено. Класирането на места, даващи право на участие в мачове за Купата на УЕФА са рядкост, а в някои сезони отборът се бори срещу изпадането от Бундеслигата. Най-добрите класирания са 4-то място през 1989 г. и 5-о място през 1991 и 1996 г., а най-слабото – 13-о място през 1995 и 1997 г. В началото на 90-те Хамбургер е във финансова криза, от която излиза след трансфера на Томас Дол в Лацио за 15 милиона марки. През 90-те години в Хамбургер пристигат четиримата българи, защитавали цветовете на този отбор – Йордан Лечков, Петър Хубчев, Павел Дочев и Адалберт Зафиров.

### Нови успехи (1999 – 2007)
Случайно или не, завръщането на успехите на Хамбургер съвпада със завършването на реконструкцията на стадиона на отбора. През сезон 1999/2000 тимът завършва на трето място в класирането и за първи път се класира в Шампионската лига. В първия мач в груповата фаза Хамбургер и Ювентус завършват наравно – 4:4, а специалистите го определят като „мача на века“. Мачът в Торино завършва при резултат 3:1 за Хамбургер. Въпреки това Хамбургер остава едва на трето място в групата и продължава в турнира за Купата на УЕФА, където отпада след мачове с Рома.
Първата купа след шестнайсетгодишно прекъсване е Купата на лигата след победа на финала над Борусия Дортмунд с 4:2 през юли 2003 г. През 2005 г. Хамбургер печели Купата на УЕФА-Интертото в мачове срещу Валенсия (1:0 и 0:0), с което печели право на участие в турнира за купата на УЕФА, където стига до осминафинал. През същия сезон отборът финишира на трето място в Бундеслигата, постигайки още един рекорд – 11 победи като гост.
Очакванията отборът да бъде основен претендент за титлата и през сезон 2006/07 не се оправдават, като според мнозина това се дължи на лошата трансферна политика. Отборът е напуснат от основни играчи, като Сергей Барбарез, Даниел ван Бойтен, Щефан Байнлих и Халид Буларуз (заради фамилните им имена се казва, че отборът страда от липса на витамин Б), а някои от новозакупените играчи дълго време страдат от контузии или представянето им е под очакванията. Първата победа на Хамбургер през този сезон идва чак в петнадесетия официален мач (срещу Байер Леверкузен като гост – 2:1). Преди това отборът записва по седем равенства и загуби. Хамбургер остава на последно място в групата си в Шампионската лига, със само една победа и пет загуби. Отборът буквално стига дъното след 20-ия кръг от Бундеслигата, когато заема последното, осемнайсето място в класирането. На 1 февруари 2007 г., след само три победи в 28 официални мача за сезона треньорът Томас Дол е уволнен, а на негово място идва нидерландецът Хууб Стевенс. Тази смяна очевидно съживява отбора и в следващите осем мача Хамбургер записва пет победи и две равенства. В крайна сметка Хамбургер финишира на седмо място, което дава право за участие в турнира УЕФА Интертото.
| Статистика за сезон 2007/08 Статистика за сезон 2008/09 Статистика за сезон 2009/10 |
| ----------------------------------------------------------------------------------- |

Сезон 2007/08 отбелязва два нови рекорда. В мача срещу Щутгарт от десетия кръг на Бундеслигата на 20 октомври 2007 г. (4:1) Йорис Матейсен отбелязва гол 2500 за Хамбургер в историята на Бундеслигата. В същия мач Ивица Олич става първият играч на отбора, отбелязал т.нар. „чист“ или „немски“ хеттрик в Бундеслигата – три гола в едно полувреме, без друг играч да отбележи гол между първия и третия.
Отборът завършва на четвърто място в класирането, което му дава право право на участие в турнира за Купата на УЕФА от първия кръг. Хамбургер започва добре сезона и е един от претендентите за първото място, но от началото на декември до края на първенството редува силни със слаби игри, а понякога и съдийски грешки ощетяват отбора и в крайна сметка записва едва пет победи от 20 мача. Най-високото класиране през сезона е второ място (2-ри, 11-и, 12-и, 24-ти, 25-и и 26-и кръг), а най-ниското – десето място (5-и кръг). В турнира за Купата на УЕФА Хамбургер стига до осминафинал, където отпада от Байер Леверкузен заради правилото за голове на чужд терен при общ резултат 3:3. В турнира за Купата на Германия играе четвъртфинал, където отпада от Волфсбург. Треньорът Стевенс обявява по средата на сезона, че няма намерение да подновява договора си, за да може да се върне в Нидерландия, за да бъде близо до тежко болната си съпруга. Там ще бъде треньор на ПСВ Айндховен. За негов наследник са спрягани Славен Билич, Жерар Улие, Луис ван Гаал и др., но в крайна сметка след няколкомесечно търсене е подписан договор с бившия треньор на Тотнъм Мартин Йол.

## Дербита и мачове срещу български отбори

### Дербита
Градското дерби на Хамбург се наричат мачовете между Хамбургер и местния съперник Санкт Паули. До 2011 г. двата отбора имат 92 официални мача помежду си, като Хамбургер има 59 победи, 14 равенства и 19 загуби при голова разлика 292:105. Първият официален мач е на 19 октомври 1924 г. и завършва при резултат 3:1 за Хамбургер, а последният – на 16 февруари 2011 г. – 1:0 за Санкт Паули. Най-резултатният мач е през 1940 г., когато Хамбургер печели с 10:1 като гост. Тази победа, както и още три с по 9:0 (през 1924, 1944 и 1957 г.) са победите на отбора с най-голяма разлика. Най-голямата загуба е като гост през 1943 г. с 1:8. Най-много публика се събира на осминафинал за Купата на Германия през 1968 г. – 58000 души. Най-много поредни победи Хамбургер има в периода 1924 – 1927 г. – 7, а най-много мачове без загуба – в периода 1978 – 2010 г. – 15. Четири пъти в историята на дербито Санкт Паули успява да вземе две поредни победи, а най-много мачове поред без победа за Хамбургер има в средата на 40-те – 3.
Северното дерби е името, което е дадено на мачовете между Хамбургер и Вердер Бремен. Това е най-играният мач в Първа Бундеслига, защото двата отбора имат най-много сезони в тази дивизия – от създаването ѝ Хамбургер не е изпадал в по-долна, а Вердер имат само един сезон извън нея. До сезон 2014/15 те имат 146 официални мача помежду си, като Хамбургер има 50 победи, 41 равенства и 55 загуби при голова разлика 254:239. Първият мач се състои на 13 март 1927 г. – 4:1 за Хамбургер като гост, а последният – на 1 март 2014 г. – 1:0 за Вердер. Най-резултатният мач се играе през 1959 г. – 9:1 за Хамбургер като домакин; това е и най-голямата победа на Хамбургер. Най-голямата загуба е през 2004 – 6:0 като гост. Най-много публика има през 2006 (два пъти), 2007 и 2009 г. – 57000 души. Най-дългата победна серия на Хамбургер е от три мача (случва се общо три пъти в историята на мачовете), а поредните мачове мача без загуба са 12 (от които девет победи) в периода 1927 – 1952 г. Най-много поредни загуби Хамбургер има в първата половина на 50-те години – 6, а най-много поредни мачове без победа – през 60-те – 8.
Срещата на върха на Севера Юга или Дербито на Севера и Юга се наричат мачовете между Хамбургер и Байерн Мюнхен. Това е едно от дербитата с най-големи традиции в германския футбол, като най-оспорвано то е било през 70-те и началото на 80-те години на XX век. От общо 112 мача Хамбургер има 22 победи, 24 равенства и 66 загуби.

### Мачове срещу български отбори
В европейските турнири Хамбургер пет пъти се изправя срещу български отбори. Това са ЦСКА (три пъти), Литекс и Славия.
През лятото на 1977 г. Хамбургер и Славия са в група 4 на турнира Интертото. По това време отборите играят само в групи – всеки срещу всеки на разменено гостуване и за победители в турнира се обявяват отборите с първи места в собствените си групи. Като домакин Славия побеждава с 3:0, а като гост надделява с 3:2. Българският тим завършва на първо място в групата с 10 точки, а германците – на трето с пет точки.
През сезон 1984/85 жребият среща ЦСКА и Хамбургер във втория кръг на турнира за Купата на УЕФА. При гостуването в Германия ЦСКА губи с 4:0 с голове на Марк Макгий, Томас фон Хеезен (2) и Феликс Магат. В София Хамбургер отново побеждава, този път с 2:1. Точни за германците са Вутке и Макгий, а за ЦСКА – Ради Здравков в последната минута.
През 1991/92 Хамбургер отново среща ЦСКА във втория кръг за Купата на УЕФА и пак постига две победи. Първо в Хамбург надделява с 2:0 след два гола на Роде в мач, който не блести с нищо особено. На реванша е пуснат свободен вход и препълненият стадион очаква поне победа за престиж. Играчите на ЦСКА се опитват да вкарат гол в началото на мача, но не успяват. От 15-ата минута до края на срещата Хамбургер контролира двубоя. Германците печелят заслужено с 4:1 с голове на Харалд Шпьорл (2), Ян Фурток и Боде. За ЦСКА се разписва Е. Димитров от дузпа, който изравнява резултата в края на първото полувреме.
През сезон 2005/06 Хамбургер отново играе с ЦСКА за Купата на УЕФА, но този път срещата е една – в София, първият мач на армейците в група А. Хамбургер побеждава с 1:0 с гол от далечно разстояние на Рафаел ван дер Ваарт.
Литекс среща Хамбургер в първи кръг на турнира за Купата на УЕФА през 2007/08. В Ловеч в сравнително слаб мач Хамбургер побеждава с 1:0 с гол на Ромео Кастелен. Литекс играе по-добре и има повече положения за гол, но не успява да ги оползотвори, а освен това претендира за две неотсъдени дузпи. На реванша капитанът на Литекс Роберт Попов изненадва неприятно феновете на домакините с красив гол, но само две минути по-късно Паоло Гереро изравнява резултата. Отново Гереро и ван дер Ваарт правят резултата 3:1.
Така балансът на Хамбургер срещу отбори от България е следният: 9 мача, 7 победи и 2 загуби, голова разлика 19:9.

## Играчи

### Актуален състав
| №             | Нац.    | Играч                | Поз.    | Роден          | От      | До      | М/Г ХШФ | Бивш отбор               | ПНО     | М/Г НО  |
| Вратари       | Вратари | Вратари              | Вратари | Вратари        | Вратари | Вратари | Вратари | Вратари                  | Вратари | Вратари |
| ------------- | ------- | -------------------- | ------- | -------------- | ------- | ------- | ------- | ------------------------ | ------- | ------- |
| 1             |         | Ярослав Дробни       | В       | 18.10.1979     | 2010    | 2015    | 49/0    | Херта                    |         | 7/0     |
| 15            |         | Рене Адлер           | В       | 15 януари 1985 | 2012    | 2017    | 65/0    | Байер Леверкузен         |         | 12/0    |
| 30            |         | Александер Брунст    | В       | 07.07.1995     | 2008    | 2016    | 0/0     | Гаделанд                 |         | 0/0     |
| Защитници     |         |                      |         |                |         |         |         |                          |         |         |
| 2             |         | Денис Дикмайер       | ДБ      | 20.10.1989     | 2010    | 2016    | 92/0    | Нюрнберг                 |         | 0/0     |
| 3             |         | Клебер Райс          | ЦЗ      | 05.12.1990     | 2014    | 2018    | 2/0     | Коринтианс               |         | 0/0     |
| 4             |         | Хайко Вестерман      | ЦЗ      | 14.08.1983     | 2010    | 2015    | 138/9   | Шалке 04                 |         | 27/4    |
| 5             |         | Йохан Джуру          | ЦЗ      | 14.08.1983     | 2013    | 2016    | 30/0    | Арсенал                  |         | 51/1    |
| 7             |         | Марсел Янсен         | ЛБ/ЛХ   | 04.11.1985     | 2008    | 2015    | 141/18  | Байерн Мюнхен            |         | 45/3    |
| 22            |         | Матиас Остржолек     | ЛБ      | 05.06.1990     | 2014    | 2017    | 7/0     | Аугсбург                 |         | 0/0     |
| 32            |         | Слободан Райкович    | ЦЗ      | 03.02.1989     | 2011    | 2015    | 31/1    | Челси                    |         | 14/0    |
| Полузащитници |         |                      |         |                |         |         |         |                          |         |         |
| 8             |         | Толгай Арслан        | ДП/ВХ   | 16.08.1990     | 2009    | 2015    | 79/2    | Борусия Дортмунд (юн.)   |         | 0/0     |
| 9             |         | Максимилиан Байстер  | ДХ/ЛХ   | 06.09.1990     | 2004    | 2016    | 41/8    | Люнебург (юн.)           |         | 0/0     |
| 11            |         | Иво Иличевич         | ОП/ЛК   | 14.11.1986     | 2011    | 2015    | 46/6    | Кайзерслаутерн           |         | 8/1     |
| 17            |         | Золтан Щибер         | ЛК      | 16.10.1988     | 2014    | 2017    | 7/0     | Гройтер Фюрт             |         | 5/0     |
| 18            |         | Люис Холтби          | ОП      | 18.09.1990     | 2014    | 2015    | 7/0     | Тотнъм (под наем)        |         | 3/0     |
| 19            |         | Петър Ирачек         | ДП/К    | 02.03.1986     | 2012    | 2016    | 38/2    | Волфсбург                |         | 28/3    |
| 21            |         | Валон Бехрами        | ДП      | 19.04.1985     | 2014    | 2017    | 8/0     | Наполи                   |         | 54/2    |
| 23            |         | Рафаел ван дер Ваарт | ОП      | 11.02.1983     | 20121   | 2015    | 138/41  | Тотнъм                   |         | 109/25  |
| 24            |         | Мати Щайнман         | П       | 8 януари 1995  | 2009    | 2017    | 3/0     | Пройсен Райнфелд (юн.)   |         | 0/0     |
| 27            |         | Николай Мюлер        | К       | 25.09.1987     | 2014    | 2018    | 6/1     | Майнц 05                 |         | 2/0     |
| 33            |         | Гидеон Юнг           | П       | 12.09.1994     | 2014    | 2016    | 0/0     | Рот-Вайс Оберхаузен      |         | 0/0     |
| 34            |         | Валмир Нафиу         | П       | 23.04.1994     | 2012    | 2015    | 0/0     | Базел                    |         | 0/0     |
| 35            |         | Толчай Чиерчи        | П       | 24 януари 1995 | 2014    | 2016    | 0/0     | Волфсбург (юн.)          |         | 0/0     |
| 37            |         | Джулиън Грийн        | К       | 06.06.1995     | 2014    | 2015    | 2/0     | Байерн Мюнхен (под наем) |         | 4/1     |
| 39            |         | Аштън-Филип Гьотц    | ЦП/З    | 16.07.1993     | 2008    | 2015    | 2/0     | Хам 02 (юн.)             |         | 0/0     |
| 40            |         | Гойко Качар          | ДП/ЦЗ   | 26 януари 1987 | 2010    | 2015    | 47/3    | Херта                    |         | 25/0    |
| Нападатели    |         |                      |         |                |         |         |         |                          |         |         |
| 10            |         | Пиер-Мишел Ласога    | ЦН      | 15.12.1991     | 2013    | 2019    | 28/15   | Херта                    |         | 0/0     |
| 16            |         | Артьомс Рудневс      | ЦН      | 13 януари 1988 | 2012    | 2016    | 46/12   | Лех Познан               |         | 30/1    |
| 26            |         | Филип Мюлер          | ЦН      | 03.03.1995     | 2014    | 2016    | 0/0     | Волфсбург (юн.)          |         | 0/0     |

Бележки:
- 1 – ван дер Ваарт има още един престой в отбора в периода 2005 – 2008.

### Под наем в други отбори
| Нац. | Играч          | Поз. | Роден          | От   | До   | М/Г ХШФ | Под наем в          | ПНО | М/Г НО |
| ---- | -------------- | ---- | -------------- | ---- | ---- | ------- | ------------------- | --- | ------ |
|      | Керем Демирбей | ЦП   | 03.07.1993     | 2013 |      | 3/0     | Кайзерслаутерн      |     | 0/0    |
|      | Ласе Собиех    | ЦЗ   | 18 януари 1991 | 2013 | 2016 | 10/1    | Санкт Паули         |     | 0/0    |
|      | Джонатан Та    | ЦЗ   | 11.02.1996     | 2009 | 2016 | 16/0    | Фортуна Дюселдорф   |     | 0/0    |
|      | Жак Зуа        | ЦН   | 06.09.1991     | 2013 | 2016 | 27/2    | Кайзери Ерджиесспор |     | 5/0    |

### Трансфери през сезон 2014/15
| Пристигащи | Пристигащи        | Пристигащи | Пристигащи          | Пристигащи                | Пристигащи     |
| Нац.       | Играч             | Поз.       | Бивш отбор          | ТП                        | Тр. сума       |
| ---------- | ----------------- | ---------- | ------------------- | ------------------------- | -------------- |
|            | Александер Брунст | В          | собствен юноша      | Летен трансферен прозорец | —              |
|            | Артьомс Рудневс   | Н          | Хановер 96          | Летен трансферен прозорец | —1             |
|            | Аштън Гьотц       | З          | собствен юноша      | Летен трансферен прозорец | —              |
|            | Валон Бехрами     | П          | Наполи              | Летен трансферен прозорец | 3.500.000 €    |
|            | Гидеон Юнг        | П          | Рот-Вайс Оберхаузен | Летен трансферен прозорец | 150.000 €      |
|            | Гойко Качар       | П          | Серезо Осака        | Летен трансферен прозорец | —1             |
|            | Джулиън Грийн     | П          | Байерн Мюнхен       | Летен трансферен прозорец | 300.000 €2     |
|            | Золтан Щибер      | П          | Гройтер Фюрт        | Летен трансферен прозорец | 1.300.000 €    |
|            | Йохан Джуру       | З          | Арсенал             | Летен трансферен прозорец | 2.800.000 €    |
|            | Клебер Райс       | З          | Коринтианс          | Летен трансферен прозорец | 3.000.000 €    |
|            | Люис Холтби       | П          | Тотнъм              | Летен трансферен прозорец | 2.500.000 €2   |
|            | Мати Щайнман      | П          | собствен юноша      | Летен трансферен прозорец | —              |
|            | Матиас Остржолек  | З          | Аугсбург            | Летен трансферен прозорец | 2.750.000 €    |
|            | Николай Мюлер     | П          | Майнц 05            | Летен трансферен прозорец | 4.500.000 €    |
|            | Пиер-Мишел Ласога | Н          | Херта               | Летен трансферен прозорец | 8.500.000 €    |
|            | Толчай Чиерчи     | П          | Волфсбург (юн.)     | Летен трансферен прозорец | свободен агент |
|            | Филип Мюлер       | П          | Волфсбург (юн.)     | Летен трансферен прозорец | свободен агент |
|            |                   |            |                     |                           | ∑ 29.300.000 € |

| Напускащи | Напускащи         | Напускащи | Напускащи           | Напускащи                 | Напускащи      |
| Нац.      | Играч             | Поз.      | Бивш отбор          | ТП                        | Тр. сума       |
| --------- | ----------------- | --------- | ------------------- | ------------------------- | -------------- |
|           | Денис Аого        | З         | Шалке 04            | Летен трансферен прозорец | 1.900.000 €    |
|           | Джонатан Та       | З         | Фортуна Дюселдорф   | Летен трансферен прозорец | —2             |
|           | Жак Зуа           | Н         | Кайзери Ерджиесспор | Летен трансферен прозорец | —2             |
|           | Жи Гин Лам        | З         | Гройтер Фюрт        | Летен трансферен прозорец | 200.000 €      |
|           | Керем Демирбей    | П         | Кайзерслаутерн      | Летен трансферен прозорец | —2             |
|           | Ласе Собиех       | З         | Санкт Паули         | Летен трансферен прозорец | —2             |
|           | Майкъл Мансиен    | З         | Нотингам Форест     | Летен трансферен прозорец | 1.270.000 €    |
|           | Матия Маджо       | Н         | без отбор           | Летен трансферен прозорец | свободен агент |
|           | Милан Бадел       | П         | Фиорентина          | Летен трансферен прозорец | 4.000.000 €    |
|           | Ола Джон          | Н         | Бенфика             | Летен трансферен прозорец | —1             |
|           | Оуасим Боуй       | П         | Ювентус             | Летен трансферен прозорец | —1             |
|           | Пер Силян Шелбред | П         | Херта Берлин        | Летен трансферен прозорец | 1.300.000 €    |
|           | Роберт Теше       | П         | Нотингам Форест     | Летен трансферен прозорец | свободен агент |
|           | Свен Нойхаус      | В         | край на кариерата   | Летен трансферен прозорец | —              |
|           | Томас Ринкон      | П         | Дженоа              | Летен трансферен прозорец | свободен агент |
|           | Хакан Чалханолу   | П         | Байер Леверкузен    | Летен трансферен прозорец | 14.500.000 €   |
|           |                   |           |                     |                           | ∑ 23.170.000 € |

Бележки:
- 1 – Играчът се връща от наем.
- 2 – Играчът е под наем.
- Трансферните суми са взети от сайта transfermarkt.de.[9]

### Известни бивши играчи
| Нац. | Играч               | Поз. | Години                  | М/Г     |
| ---- | ------------------- | ---- | ----------------------- | ------- |
|      | Бастиан Райнхарт    | З    | 2003 – 2010             | 131/9   |
|      | Бернд Вемайер       | З    | 1978 – 1985             | 183/10  |
|      | Бернд Холербах      | П    | 1994 – 2005             | 197/4   |
|      | Бруно Лабадия       | Н    | 1987 – 1989             | 47/11   |
|      | Валтер Рисе         | З    | 1924 – 1933             | /       |
|      | Вили Гиземан        | З    | 1963 – 1968             | 104/13  |
|      | Вили Райман         | Н    | 1974 – 1981             | 175/49  |
|      | Вили Шулц           | З    | 1965 – 1973             | 211/3   |
|      | Волфганг Ролф       | П    | 1982 – 1986             | 129/24  |
|      | Георг Фолкерт       | Н    | 1971 – 1978             | 214/62  |
|      | Герт Дьорфел        | Н    | 1958 – 1972             | 325/107 |
|      | Герхард Круг        | З    | 1956 – 1966             | 240/41  |
|      | Денис Аого          | З    | 2008 – 20014            | 133/6   |
|      | Дитер Зелер         | П    | 1955 – 1965             | 236/48  |
|      | Дитмар Байерсдорфер | З    | 1986 – 1992             | 174/14  |
|      | Дитмар Якобс        | З    | 1979 – 1990             | 323/27  |
|      | Ервин Зелер         | Н    | 1938 – 1949             | /       |
|      | Ервин Пиеховяк      | З    | 1957 – 1966             | 137/6   |
|      | Ервин Райнхарт      | З    | 1934 – 1949             | /       |
|      | Жером Боатенг       | З    | 2007 – 2010             | 75/0    |
|      | Инго Херч           | З    | 1997 – 2003             | 151/1   |
|      | Йозеф Позипал       | З    | 1949 – 1958             | 250/13  |
|      | Йорг Алберц         | З    | 1993 – 1996 2001 – 2003 | 127/28  |
|      | Йохенфриц Майнке    | П    | 1949 – 1965             | 307/10  |
|      | Карстен Берон       | Н    | 1992 – 2001             | 124/39  |
|      | Каспар Мемеринг     | П    | 1971 – 1982             | 303/37  |
|      | Клаус Найснер       | Н    | 1957 – 1963             | 78/27   |
|      | Клаус Щюрмер        | Н    | 1954 – 1961             | 158/114 |
|      | Манфред Калц        | З    | 1971 – 1989 1990 – 1991 | 594/76  |
|      | Маркус Бабел        | З    | 1992 – 1994             | 60/1    |
|      | Оливер Бирхоф       | Н    | 1988 – 1990             | 34/6    |
|      | Ото Хардер          | Н    | 1919 – 1930             | /       |
|      | Пьотър Троховски    | П    | 2005 – 2011             | 180/20  |
|      | Петер Вулф          | Н    | 1958 – 1966             | 151/76  |
|      | Петер Ногли         | З    | 1969 – 1980             | 320/38  |
|      | Петер Хидиен        | З    | 1972 – 1982             | 214/9   |
|      | Рихард Голц         | В    | 1987 – 1998             | 273/0   |
|      | Рихард Дьорфел      | З    | 1931 – 1948             | /       |
|      | Рудолф Ноак         | П    | 1931 – 1938             | 101/149 |
|      | Рудолф Каргус       | В    | 1971 – 1980             | 254/0   |
|      | Рой Прегер          | Н    | 1999 – 2002             | 83/19   |
|      | Сидни Сам           | Н    | 2007 – 2010             | 4/0     |
|      | Томас Дол           | З    | 1990 – 1991 1998 – 2001 | 74/4    |
|      | Томас фон Хеезен    | П    | 1980 – 1994             | 368/99  |
|      | Уве Байн            | П    | 1987 – 1989             | 52/22   |
|      | Уве Зелер           | Н    | 1954 – 1972             | 505/425 |
|      | Уве Ройтер          | Н    | 1955 – 1960 1961 – 1964 | 129/54  |
|      | Уилям Хартвиг       | П    | 1978 – 1984             | 182/52  |
|      | Ули Щайн            | В    | 1980 – 1987 1994 – 1995 | 222/0   |
|      | Фабиан Ернст        | П    | 1998 – 2000             | 48/0    |
|      | Феликс Магат        | П    | 1976 – 1986             | 306/46  |
|      | Франк Рост          | В    | 2007 – 2011             | 149/0   |
|      | Франц Бекенбауер    | З    | 1980 – 1982             | 28/0    |
|      | Франц Клепаш        | З    | 1951 – 1960             | 201/22  |
|      | Франц Хорн          | Н    | 1926 – 1932             | 105/121 |
|      | Франц-Йозеф Хьоних  | П    | 1967 – 1974             | 205/62  |
|      | Фриц Лабанд         | З    | 1950 – 1956             | 143/0   |
|      | Ханс-Йорг Бут       | В    | 1997 – 2001             | 133/19  |
|      | Харалд Шпьорл       | П    | 1987 – 2001             | 321/60  |
|      | Хари Бере           | П    | 1960 – 1967             | 110/7   |
|      | Холгер Йеронимус    | З    | 1979 – 1984             | 121/7   |
|      | Хорст Бланкенбург   | З    | 1975 – 1977             | 44/0    |
|      | Хорст Деен          | П    | 1958 – 1966             | 141/33  |
|      | Хорст Хрубеш        | Н    | 1978 – 1983             | 159/97  |
|      | Хорст Шноор         | В    | 1952 – 1969             | 399/2   |
|      | Щефан Байнлих       | П    | 2003 – 2006             | 68/5    |
|      | Юрген Вернер        | П    | 1955 – 1963             | 171/14  |
|      | Юрген Курбюн        | З    | 1960 – 1972             | 318/11  |
|      | Юрген Милевски      | Н    | 1979 – 1985             | 130/48  |
|      | Юрген Хартман       | П    | 1991 – 1997             | 189/7   |

| Нац. | Играч              | Поз. | Години                  | М/Г    |
| ---- | ------------------ | ---- | ----------------------- | ------ |
|      | Пол Шарнър         | З    | 2012 – 2013             | 4/0    |
|      | Кевин Кигън        | Н    | 1977 – 1980             | 230/68 |
|      | Бернардо Ромео     | Н    | 2002 – 2005             | 77/35  |
|      | Кристиан Ледесма   | П    | 2002 – 2003             | 16/0   |
|      | Родолфо Кардосо    | П    | 1996 – 2004             | 111/17 |
|      | Хуан Пабло Сорин   | П    | 2006 – 2008             | 24/4   |
|      | Венсан Компани     | З    | 2006 – 2008             | 29/1   |
|      | Даниел Ван Буйтен  | З    | 2004 – 2006             | 61/7   |
|      | Емил Мпенза        | Н    | 2004 – 2005             | 36/5   |
|      | Сергей Барбарез    | Н    | 2000 – 2006             | 157/62 |
|      | Хасан Салихамиджич | П    | 1995 – 1998             | 72/19  |
|      | Аилтон             | Н    | 2006                    | 13/3   |
|      | Зе Роберто         | П    | 2009 – 2011             | 54/7   |
|      | Йордан Лечков      | П    | 1992 – 1996             | 101/11 |
|      | Мартин Зафиров     | П    | 1997 – 1998             | 1/0    |
|      | Павел Дочев        | З    | 1992 – 1993             | 8/0    |
|      | Петър Хубчев       | З    | 1994 – 1996             | 65/2   |
|      | Томас Ринкон       | П    | 2009 – 2014             | 106/0  |
|      | Тони Йебоа         | Н    | 1997 – 2001             | 100/28 |
|      | Ларс Баструп       | Н    | 1981 – 1983             | 59/18  |
|      | Оле Бьорнмосе      | П    | 1971 – 1977             | 186/31 |
|      | Стиг Тьофтинг      | П    | 1993 – 1995 2000 – 2002 | 56/2   |
|      | Томас Гравесен     | П    | 1997 – 2000             | 94/6   |
|      | Мохамед Зидан      | Н    | 2007 – 2008             | 21/2   |
|      | Меди Мадавикия     | П    | 1999 – 2007             | 211/26 |
|      | Тимоте Атуба       | З    | 2005 – 2009             | 83/1   |
|      | Ги Демел           | З    | 2005 – 2011             | 131/2  |
|      | Рода Антар         | П    | 2001 – 2003             | 23/2   |
|      | Ваудас Иванаускас  | Н    | 1993 – 1997             | 91/13  |
|      | Колин Бенджамин    | З    | 2001 – 2011             | 146/13 |
|      | Паоло Гереро       | Н    | 2006 – 2012             | 134/37 |
|      | Валдемар Матишик   | П    | 1990 – 1993             | 94/1   |
|      | Мирослав Оконски   | Н    | 1986 – 1988             | 62/15  |
|      | Ян Фурток          | Н    | 1988 – 1993             | 135/51 |
|      | Сергей Киряков     | Н    | 1998 – 1999             | 29/5   |
|      | Аркоч Йозджан      | В    | 1967 – 1975             | 159/0  |
|      | Хакан Чалханолу    | Н    | 2012 – 2014             | 32/11  |
|      | Йорис Матейсен     | З    | 2006 – 2011             | 145/6  |
|      | Найджъл де Йонг    | П    | 2006 – 2009             | 66/2   |
|      | Нико-Ян Хоогма     | З    | 1999 – 2004             | 177/17 |
|      | Рууд ван Нистелрой | Н    | 2010 – 2011             | 36/12  |
|      | Халид Буларуз      | З    | 2004 – 2006             | 51/1   |
|      | Иван Булян         | З    | 1977 – 1981             | 103/22 |
|      | Ивица Олич         | Н    | 2007 – 2009             | 78/29  |
|      | Йосип Шимунич      | З    | 1997 – 2000             | 8/0    |
|      | Милан Бадел        | П    | 2012 – 2014             | 62/2   |
|      | Младен Петрич      | Н    | 2008 – 2012             | 99/38  |
|      | Нико Ковач         | П    | 1999 – 2001             | 55/12  |
|      | Давид Розехнал     | З    | 2009 – 2011             | 23/1   |
|      | Давид Яролим       | П    | 2003 – 2012             | 257/14 |
|      | Марек Хайнц        | Н    | 2000 – 2002             | 52/5   |
|      | Милан Фукал        | З    | 2000 – 2004             | 67/8   |
|      | Томаш Уйфалуши     | З    | 2001 – 2004             | 105/2  |
|      | Рафаел Вики        | П    | 2002 – 2007             | 121/4  |
|      | Стефан Аншо        | З    | 1995 – 1997             | 49/2   |
|      | Маркус Берг        | Н    | 2009 – 2013             | 54/6   |
|      | Мартин Далин       | Н    | 1998 – 1999             | 8/0    |
|      | Хьон-мин Сон       | Н    | 2010 – 2013             | 73/20  |
|      | Наохиро Такахара   | Н    | 2002 – 2006             | 97/13  |

Бележки:
- С удебелен шрифт са играчите от Алеята на славата.[10][11]

## Български футболисти
- Йордан Лечков: 1992/96 (121 мача - 14 гола)
- Павел Дочев: 1992/93 (8 мача - 0 гола)
- Петър Хубчев: 1993/96 (65 мача - 2 гола)

### Легендите
В отбора на Хамбургер са играли множество добри играчи, оставили ярка следа със своето представяне, с което остават завинаги в сърцата на феновете.
Безспорно най-голямата легенда на Хамбургер е Уве Зелер, които играе в отбора в периода 1954 – 1974 г. „Нашият Уве“, както е известен в Хамбург има голмайсторски нюх – на негово име са записани 137 гола в 239 мача в Бундеслигата, 21 гола в 29 мача в Бундеслигата и общо 425 гола във всичките си 505 мача за Хамбургер. Зелер е първият голмайстор в историята на Бундеслигата (30 гола), първият носител на наградата за Футболист № 1 на Германия, както и първият ѝ трикратен носител. Петнадесет пъти Зелер е голмайстор на Хамбургер. За националния отбор има 72 мача и 43 гола, участва на четири световни първенства и заедно с Пеле и Клозе е един от всичко тримата играчи, отбелязали гол в четири световни първенства.
Това, което е Уве Зелер в следвоенната история на отбора, е Ото „Тул“ Хардер в годините преди войната. Деветкратният голмайстор на Хамбургер има противоречива история, защото след края на футболната си кариера работи като надзирател и в управата на няколко концлагера. Това обаче ни най-малко не омаловажава заслугите му към отбора. Известен е рефренът, който публиката пее: „Wenn spielt der Harder Tull, dann wird es drei zu null“ („Когато играе Хардер Тул резултатът ще бъде 3:0“).
Най-добрият германски играч на Хамбургер в периода, когато отборът постига най-големите си успехи на национално и международно ниво е полузащитникът Феликс Магат. Той допринася за спечелването на три шампионски титли, една КЕШ (вкарва победния гол на финала), една КНК и за достигането на финали за КНК и купата на Уефа.
Трябва да се отбележи и Манфред Калц, рекордьор по мачове за Хамбургер в Първа Бундеслига и на второ място по този показател от всички играчи в първенството с 581 мача.
От чуждестранните играчи на най-голяма обич се радва Кевин Кигън, който като играч на Хамбургер печели два пъти Златната топка за най-добър играч на Европа.
Отбор на века
По случай 125-годишният юбилей през 2012 г. е избран отбор на века, в който попадат следните играчи:
| Нац. | Играч                | Поз. | Години                   |
| ---- | -------------------- | ---- | ------------------------ |
|      | Ули Щайн             | В    | 1980 – 1987, 1994 – 1995 |
|      | Вили Шулц            | З    | 1965 – 1973              |
|      | Дитмар Якобс         | З    | 1979 – 1989              |
|      | Йозеф Позипал        | З    | 1949 – 1958              |
|      | Манфред Калц         | З    | 1970 – 1989              |
|      | Петер Ногли          | З    | 1969 – 1980              |
|      | Меди Мадавикия       | П    | 1999 – 2007              |
|      | Томас Дол            | П    | 1990 – 1991, 1998 – 2001 |
|      | Рафаел ван дер Ваарт | П    | 2005 – 2008, 2012 -      |
|      | Томас фон Хеезен     | П    | 1980 – 1994              |
|      | Феликс Магат         | П    | 1976 – 1986              |
|      | Герт Дьорфел         | Н    | 1958 – 1971              |
|      | Карстен Берон        | Н    | 1992 – 2000              |
|      | Кевин Кигън          | Н    | 1977 – 1980              |
|      | Уве Зелер            | Н    | 1946 – 1972              |
|      | Хорст Хрубеш         | Н    | 1978 – 1983              |
|      | Ернст Хапел          | Т    | 1981 – 1987              |
|      | Херман Ригер         | М    | 1978 – 2004              |

Алея на славата
Североизточно от Имтек Арена се намира Алеята на славата, дарена от предприемача Андреас Маске. Около високо 3,5 метра бронзово копие на крака на Уве Зелер са разположени отпечатъци от стъпалата или дланите на футболистите от шампионския отбор от 1960 г., както и на други бивши играчи, треньори и функционери, избрани от специална комисия. Освен отбелязаните по-горе футболисти и по-долу треньори, в Алеята на славата са още президентите на отбора Фолфганг Клайн и Петер Крон, мениджърът Гюнтер Нецер, членът на надзорния съвет Удо Бандов и масажиста Херман Ригер.

### Капитани
От 40-те години на 20 век насам титулярните капитани на Хамбургер са 26. Най-дълго време капитан е Уве Зелер – девет години, следват Феликс Магат и Йохенфриц Майнке с по пет години. На обратния полюс е Дитмар Якобс, който само няколко мача след като е избран за капитан се контузва тежко и прекратява кариерата си. Петър Хубчев е един от играчите, които за кратко носят капитанската лента като заместници на титулярния капитан. Осем играчи на Хамбургер са извеждали с капитанската лента националния отбор на Германия, като рекордьор отново е Зелер – 40 мача, което го нарежда на седмо място в класацията на капитаните на националния отбор.
| Нац. | Играч              | Години      |
| ---- | ------------------ | ----------- |
|      | Рихард Дьорфел     | 1945 – 1948 |
|      | Ервин Райнхарт     | 1948 – 1949 |
|      | Йозеф Позипал      | 1954 – 1958 |
|      | Йохенфриц Майнке   | 1958 – 1963 |
|      | Уве Зелер          | 1963 – 1972 |
|      | Франц-Йозеф Хьоних | 1972 – 1974 |
|      | Георг Фолкерт      | 1974 – 1976 |
|      | Петер Ногли        | 1976 – 1979 |
|      | Феликс Магат       | 1979 – 1981 |
|      | Хорст Хрубеш       | 1981 – 1983 |

| Нац. | Играч               | Години      |
| ---- | ------------------- | ----------- |
|      | Феликс Магат        | 1983 – 1986 |
|      | Томас фон Хеезен    | 1986 – 1988 |
|      | Манфред Калц        | 1988 – 1989 |
|      | Дитмар Якобс        | 1989        |
|      | Томас фон Хеезен    | 1989 – 1990 |
|      | Дитмар Байерсдорфер | 1990 – 1992 |
|      | Франк Роде          | 1992 – 1993 |
|      | Томас фон Хеезен    | 1993 – 1994 |
|      | Юрген Хартман       | 1994 – 1995 |
|      | Йорг Алберц         | 1995 – 1996 |

| Нац. | Играч                | Години      |
| ---- | -------------------- | ----------- |
|      | Рихард Голц          | 1996 – 1997 |
|      | Свен Кмеч            | 1997 – 1998 |
|      | Андреас Фишер        | 1998 – 1999 |
|      | Мартин Грот          | 1999 – 2001 |
|      | Нико-Ян Хоогма       | 2001 – 2004 |
|      | Даниел Ван Буйтен    | 2004 – 2006 |
|      | Рафаел ван дер Ваарт | 2006 – 2008 |
|      | Давид Яролим         | 2008 – 2010 |
|      | Хайко Вестерман      | 2010 – 2013 |
|      | Рафаел ван дер Ваарт | 2013 -      |

### Българите
Сайтът на Хамбургер определя трансфера на Йордан Лечков като един от най-сензационните в историята на отбора, защото Лече е играч с отлична техника и превъзходен поглед върху играта. Лечков преминава от ЦСКА в Хамбургер през 1992 г. за 800 000 долара, след като шефовете на германския тим го харесват в срещата между двата отбора за Купата на УЕФА година по-рано. Той е любимец на феновете, но се стига до пререкания с треньора Бено Мьолман и Лечков рядко намира място в състава. След смяната на Мьолман с Феликс Магат по всичко личи, че Лечков отново ще се превърне в ключов играч за Хамбургер. След три мача с един гол Магат заявява, че българинът е „един от най-забележителните футболисти, които е виждал“, но само месец по-късно двамата влизат в конфликт и Лече трудно намира място в групата. Лечков напуска отбора през 1996 г. в посока Олимпик Марсилия, въпреки опитите на тогавашния президент Уве Зелер да сдобри играч и треньор. Твърди се, че причина за проблемите на Лечков в Хамбург е трудният характер на играча, според самия него лоша шега му изиграва голът, който той вкарва срещу Германия на Световното в САЩ. За Хамбургер Лечков изиграва 101 мача в Бундеслигата и отбелязва 11 гола, а през 1993 г. е обявен за най-добър полузащитник в Бундеслигата.
Петър Хубчев е другият българин, играл с успех за Хамбургер. Той пристига в отбора от Левски през януари 1994 г. и остава до средата на сезон 1996/97, когато преминава в Айнтрахт Франкфурт, също след спречкване с Феликс Магат. Треньорът демонстративно сменя Хубчев след като той не изпълнява задоволително поставената му тактическа задача и оттогава рядко получава шанс за изява. Дотогава обаче защитникът винаги е играл стабилно и дори му е направено предложение да носи капитанската лента за постоянно, но той отказва. В Бундеслигата Петър Хубчев има 65 мача и 2 гола.
Павел Дочев акостира в Хамбург през сезон 1992/93. И той като Лечков е харесан от Егон Кордес след мачовете с ЦСКА, но за разлика от него не успява да се наложи в отбора и изиграва само 8 мача.
Повече от странен е престоят в отбора на Мартин Зафиров. Преди началото на сезон 1997/98 преминава в Хамбургер. Там обаче Зафиров играе точно 43 минути. В мача от втория кръг срещу Волфсбург влиза като резерва в 46-а минута и малко преди края на мача получава червен картон. След тази негова изява договорът му е прекратен.

### Националите
Списък с играчите в Хамбургер, национали на своите страни

## Треньори

### Най-успешните треньори след създаването на Бундеслигата
Ернст Хапел е най-успешният треньор в историята на Хамбургер и също така най-дълго задържалият се на поста след създаването на Бундеслигата. За шест години (сезони 1981/82 – 1986/87) той прави отбора два пъти шампион (1982 и 1983) и два пъти вицешампион (1984 и 1987) на Германия и печели КЕШ (1983) и Купата на Германия (1987). Извежда отбора до финал за Купата на УЕФА (1982) и финал за Междуконтиненталната купа (1983).
Бранко Зебец прави отбора шампион още през първия си сезон начело на отбора (1979). През следващия сезон Хамбургер завършва на второ място в Бундеслигата и играе финал за КЕШ. Играчите недоволстват от тежките тренировки в края на сезона, а според критиците това е причината отборът да не спечели нито една от двете титли. Засилват се и проблемите на Зебец с алкохола. Шофьорската му книжка е отнета, говори се, че в мача срещу Борусия Дортмунд е седял на скамейката с 3,25‰ алкохол в кръвта. След края на есенния полусезон през 1980 г. Хамбургер е на първо място в класирането, но Зебец е освободен от поста си заради алкохолизма си.
Куно Кльоцер поема отбора преди сезон 1973/74 и успява да изведе отбора от посредствеността. Печели КНК през 1977 г. и Купата на Германия през 1976 г. Извежда отбора до второ място в Бундеслигата (1976) и още един финал за Купата на Германия през 1974 г. Освен успехите, които постига, той подготвя почвата за още по-големите успехи, постигнати от Бранко Зебец и Ернст Хапел, обигравайки един млад отбор. През 1977 г. доброволно напуска поста след пререкания с тогавашния президент Петер Крон.

### Списък на треньорите
До 1945 г. е често срещана практика отборът да се води не от треньор, чиято професия е такава, а от някой от играчите или ръководството на отбора.
| Нац.                      | Треньор            | Години            | П/Р/З |
| ------------------------- | ------------------ | ----------------- | ----- |
|                           | Рудолф Агте1       | 1919 – 1920       |       |
|                           | А.У. Търнър2       | 1920 – 04.1921    |       |
|                           | Рихард Гирулатис   | 04.1921 – 12.1921 |       |
|                           | Лайош Баняй        | 01.1922 – 04.1922 |       |
|                           | А.У. Търнър3       | 05.1922 – 1923    |       |
|                           | Уилям Таунли       | 1923              |       |
|                           | Рудолф Агте3       | 1923 – 1925       |       |
|                           | Джак Бъртън        | 1925 – 11.1925    |       |
|                           | А.У. Търнър        | 12.1925 – 1926    |       |
|                           | Адолф Рибе         | 1926 – 1927       |       |
|                           | Рудолф Агте        | 1927 – 01.1929    |       |
|                           |                    |                   |       |
| Ернст Мос Тео Люткенхаус3 | 02.1929 – 1929     |                   |       |
|                           | Карл Матайдес      | 1929 – 12.1930    |       |
|                           | Гюла Кертеш        | 01.1931 – 1932    |       |
|                           | А.У. Търнър3       | 1932 – 04.1933    |       |
|                           | Асбьорн Халворсен1 | 04.1933 – 09.1933 |       |
|                           | Херберт Тим3       | 10.1933 – 1934    |       |
|                           | Георг Хохгезанг    | 11.1934           |       |
|                           | Карл Матайдес3     | 01.1935           |       |
|                           | Ханс Ланг          | 06.1935 – 10.1939 |       |
|                           | Фриц Тойфел        | 1939              |       |
|                           | Джони Шулц         | 1939 – 04.1942    |       |
|                           | Ото Роведер1       | 1942 – 04.1943    |       |

| Нац.                       | Треньор           | Години            | П/Р/З     |
| -------------------------- | ----------------- | ----------------- | --------- |
|                            | Карл Хьогер       | 05.1943 – 06.1943 |           |
|                            | Ото Роведер1      | 1943 – 09.1944    |           |
|                            | Карл Хьогер       | 10.1944 – 1945    |           |
|                            | Ханс Таухерт      | 1945 – 06.1949    |           |
|                            | Георг Кньопфле    | 08.1949 – 06.1954 |           |
|                            |                   |                   |           |
| Мартин Вилке Гюнтер Малман | 07.1954 – 06.1956 |                   |           |
|                            | Гюнтер Малман     | 07.1956 – 06.1962 |           |
|                            | Мартин Вилке      | 07.1962 – 05.1964 | 11/9/94   |
|                            | Георг Гавличек    | 07.1964 – 04.1966 | 22/12/25  |
|                            | Йозеф Шнайдер     | 04.1966 – 06.1967 | 12/11/16  |
|                            | Курт Кох          | 07.1967 – 05.1969 | 24/20/20  |
|                            | Георг Кньопфле    | 05.1969 – 06.1970 | 12/12/14  |
|                            | Клаус-Дитер Окс   | 07.1970 – 06.1973 | 36/26/40  |
|                            | Куно Кльоцер      | 07.1973 – 06.1977 | 62/29/45  |
|                            | Руди Гутендорф    | 07.1977 – 10.1977 | 6/1/5     |
|                            | Аркоч Йозджан     | 10.1977 – 06.1978 | 8/5/9     |
|                            | Бранко Зебец      | 07.1978 – 12.1980 | 54/17/14  |
|                            | Александар Ристич | 01.1981 – 06.1981 | 8/5/4     |
|                            | Ернст Хапел       | 07.1981 – 06.1987 | 109/53/42 |
|                            | Йосип Скоблар     | 07.1987 – 11.1987 | 8/5/4     |
|                            | Вили Райман       | 11.1987 – 01.1990 | 32/19/24  |
|                            | Герд-Фолкер Шок   | 01.1990 – 03.1992 | 28/22/23  |
|                            | Егон Коордес      | 03.1992 – 09.1992 | 3/8/8     |

| Нац.                      | Треньор           | Години            | П/Р/З    |
| ------------------------- | ----------------- | ----------------- | -------- |
|                           | Бено Мьолман      | 09.1992 – 10.1995 | 31/36/38 |
|                           | Феликс Магат      | 10.1995 – 05.1997 | 21/18/19 |
|                           | Ралф Шер5         | 05.1997 – 06.1997 | 1/1/0    |
|                           | Франк Пагелсдорф  | 07.1997 – 09.2001 | 51/46/45 |
|                           | Холгер Йеронимус5 | 09.2001 – 10.2001 | 0/1/1    |
|                           | Курт Яра          | 10.2001 – 10.2003 | 26/20/23 |
|                           | Клаус Топмьолер   | 10.2003 – 10.2004 | 14/5/14  |
|                           | Томас Дол         | 10.2004 – 02.2007 | 36/20/23 |
|                           | Хюб Стевенс       | 02.2007 – 06.2008 | 23/15/11 |
|                           | Мартин Йол        | 07.2008 – 05.2009 | 19/4/11  |
|                           | Бруно Лабадия     | 06.2009 – 04.2010 | 12/12/8  |
|                           | Рикардо Монис5    | 04.2010 – 06.2010 | 1/1/0    |
|                           | Армин Фе          | 07.2010 – 03.2011 | 11/4/11  |
|                           | Михаел Йонинг     | 03.2011 – 09.2011 | 1/6/7    |
|                           | Родолфо Кардосо5  | 09.2010 – 10.2011 | 1/0/1    |
|                           | Франк Арнесен5    | 10.2011           | 1/0/0    |
|                           | Торстен Финк      | 10.2011 – 09.2013 | 21/18/25 |
|                           |                   |                   |          |
| Родолфо Кардосо5 Ото Адо5 | 09.2013           | 0/0/1             |          |
|                           | Берт ван Марвайк  | 09.2013 – 02.2014 | 3/3/9    |
|                           | Мирко Сломка      | 02.2014 – 09.2014 | 3/3/10   |
|                           | Йозеф Цинбауер    | 09.2014 -         |          |

Бележки:
- 1 – Агте (първи престой), Халворсен и Роведер са играещи треньори.
- 2 – Не е сигурно дали А.У. Търнър е англичанин.[24]
- 3 – Търнър (втори и четвърти престой), Агте (втори и трети престой), Люткенхаус, Тим и Матайдес заемат и директорска длъжност.
- 4 – Данните за Вилке се отнасят само за периода от създаването на Бундеслигата, т.е. от юли 1963 г.
- 5 – Шер, Йеронимус, Монис, Кардосо, Арнесен и Адо заемат временно длъжността между уволнението на предишния и назначаването на нов треньор.
- С удебелен шрифт са треньорите от Алеята на славата.[10][11]

## Екипи
Традиционната комбинация на домакинския екип на Хамбургер според устава на отбора е бели фланелки с емблемата на отбора, червени гащета и сини чорапи с черно-бял вертикално раиран ръб, като в много редки случаи гащетата и чорапите могат да бъдат с други цветове. До средата на 70-те години на 20 век фланелките са изцяло бели, а след това в дизайна се налагат различни червени орнаменти в стила на производителя и времето; през някои сезони орнаментите са само сини, червени и сини или червени и черни. През 90-те години шарените орнаменти заемат по-голяма част от площта на фланелките, но с настъпването на 21 век се завръща стандартният дизайн бяла фланелка с малко като площ орнаменти. През сезони 2007/08 и 2008/09 екипите са с ретро дизайн – бели фланелки на тънки червени линии, копие на тези, с които отборът играе в периода 1982 – 1984 и печели КЕШ и шампионската титла и играе финал за Купата на УЕФА. По изключение четири сезона домакинската фланелка е с различен от класическия бял цвят: 1970/71 и 1977/78 - червена, 1969/70 - синьо-бяла, разделена по диагонал и 1976/77 - розова. Идеята за розова фланелка е на тогавашния президент Петер Крон, който предприема този ход, за да привлече на стадиона повече жени.
Резервните фланелки на Хамбургер през годините имат различни цветове. В първите десет години след създаването на Бундеслигата те са предимно с бледо син цвят, като изключение прави периодът 1968 – 1971, когато те са съответно виненочервени, червени и бели с една синя и една черна вертикална ивица. От 1971 до 1991 г. фланелките са предимно червени, с изключение на сезони 1975/76, 1987/88 и 1988/89 – бледо сини и 1977/78, 1979/80 и 1985/86 – сини. От 1991 до 2004 фланелките са предимно ярко или бледо сини, с изключение на сезон 1996/97 – бяло-сини и 1997/98 – синьо-черни. Резервната фланелка през сезон 2004/05 е виненочервена, а оттогава до 2014 г. те са черни (2005/06, 2007/08), сини (2006/07, 2012/13, 2013/14) и синьо-черни (в периода 2008 – 2012). Фланелката през сезон 2014/15 е на черни и сиви хоризонтални райета, като отпред те са „разместени“, за да създадат впечатление за триизмерен ромб като на емблемата. Подобно на домакинските фланелки в периода 2007 – 2009, синьо-черните резервни фланелки от периода 2008 – 2010 имат ретро дизайн и са копие на тези с които преди 120 години играе СК Германия 1887, най-старият от трите отбора, от които произлиза Хамбургер.
В последните години Хамбургер разполага и с трети – червен – екип, но рядко играе мачове с него.
Над емблемата на Хамбургер се намира една звезда, която според правилата на Германския футболен съюз символизира трите спечелени титли в Първа Бундеслига.

### Спонсори
През 1973 г. Петер Крон подписва договор за спонсорство с италианския производител на алкохолни и безалкохолни напитки Давиде Кампари-Милано. Така през сезон 1973/74 на фланелките на Хамбургер се появява надпис Кампари и отборът става вторият в Бундеслигата след Айнтрахт Брауншвайг (Йегермайстер) със спонсорско лого. Това обаче среща съпротивата на телевизиите, които считат това за скрита реклама и пробват да бойкотират излъчването на мачове. До началото на 80-те години на 20 век рекламата върху екипите на мачове от евротурнирите е забранена от УЕФА и поради тази причина до 1982 г. Хамбургер играе с фланелки с надпис „HSV“. Спонсорът, по чието време Хамбургер постига най-много успехи е Бритиш Петролиъм; тогава отбърът печели две шампионски титли, КЕШ и Купата на Германия. Бритиш Петролиъм води в отбора Франц Бекенбауер, след като поема годишната му заплата в размер на 1,2 милиона германски марки. Заради слабите резултати на отбора през сезон 1994/95 тогавашният спонсор ТВ Шпилфилм забранява на Хамбургер да излиза в последните три мача от сезона с тяхното лого на екипите; то е заменено от надписа „HSV“. Причината за това обаче не е само да не се вреди на имиджа на ТВ Шпилфилм, но се преследва и друга цел – за известен период от време да се отприщи лавина от дискусии в медиите, в която да се споменава името на списанието. Малко преди първия мач от следващия сезон Хамбургер подписва договор за спонсорство с Хюндай, който е прекратен преждевременно заради по-добрите условия, предложени от издателството Ферлагсгрупе Милхщрасе, което издава ТВ Шпилфилм. Смяната се осъществява без проблеми от страна на Хюндай, но отборът трябва да плати обезщетение в неназован размер. През сезон 2003/04 тимът е напът да остане без спонсор и в предсезонната подготовка и турнира за Купата на лигата играе с надписи „HSV“ на домакинските и „Хамбург“ на резервните фланелки, но три дни преди началото на сезона е постигнато споразумение с инвестиционното дружество АДИГ. Най-дългосрочното сътрудничество е това с авиокомпанията Емирейтс, което стартира през 2006 г., а по-късно е продължено до 2015 г. През сезон 2014/15 спонсорското портфолио на Хамбургер обхваща генералния спонсор (Емирейтс), доставчика на екипировка Адидас, „кръстника“ на стадиона Имтек, доставчика на служебни автомобили Ауди, „здравният партньор“ Техникер Кранкенкасе, седем ексклузивни партньора, сред които Холстен, Спарда Банк и Дойче Телеком, 14 партньора, сред които МАН, Макдоналдс и Сигнал Идуна и 21 доставчика, сред които Кока Кола, Бакарди и Смайлис.
| Нац. | Спонсор                                                          | Години      |
| ---- | ---------------------------------------------------------------- | ----------- |
|      | Кампари (Campari), марка аперитив                                | 1974 – 1976 |
|      | Хитачи (Hitachi), производител на електроуреди                   | 1976 – 1979 |
|      | Бритиш Петролиъм (BP, British Petroleum), петролна компания      | 1979 – 1987 |
|      | Шарп (Sharp), производител на електроуреди                       | 1987 – 1994 |
|      | ТВ Шпилфилм (TV Spielfilm), списание с програмата за телевизиите | 1994 – 1995 |
|      | Хюндай (Hyundai), производител на автомобили                     | 1995 – 2000 |
|      | ТВ Шпилфилм (TV Spielfilm), списание с програмата за телевизиите | 2000 – 2003 |
|      | АДИГ (ADIG), инвестиционно дружество                             | 2003 – 2006 |
|      | Емирейтс (Fly Emirates), авиокомпания                            | 2006 -      |

### Производители
До края на 70-те години на 20 век Хамбургер няма твърда обвързаност с производител на екипировка, затова се случва в рамките на един сезон да играе с екипи на няколко различни фирми като Палме, Ерима, Умбро и Адидас. Първият договор за доставка на екипировка е подписан с Адидас през 1979 г.
| Нац. | Производител | Години              |
| ---- | ------------ | ------------------- |
|      | Палме        | 60-те 70-те (неоф.) |
|      | Ерима        | 60-те 70-те (неоф.) |
|      | Умбро        | 60-те 70-те (неоф.) |
|      | Адидас       | 60-те 70-те (неоф.) |
|      | Адидас       | 1979 – 1995         |
|      | Улшпорт      | 1995 – 1998         |
|      | Фила         | 1998 – 2001         |
|      | Найк         | 2001 – 2005         |
|      | Пума         | 2005 – 2007         |
|      | Адидас       | 2007 -              |

## Стадиони
Шпортплатц ам Ротенбаум
Първият стадион, на който Хамбургер играе домакинските си мачове е Шпортплатц ам Ротенбаум в елитния квартал Ротенбаум. Това става в периода 1919 – 1953 г. От 1 ноември 1910 г. до 1919 г. на него играе един от предшествениците на отбора – ФК Хамбургер. Капацитетът на стадиона е от 24 до 27 хиляди души. Две от трибуните имат покрив, нещо единствено по рода си в началото на XX век. Последният мач, изигран на стадиона, е през 1996 г., а година по-късно той е разрушен, а на негово място има жилища и офиси. Снимка на стадиона
Фолкспаркщадион/АОЛ Арена/HSH Нордбанк Арена/Имтек Арена
През 1953 г. Хамбургер се премества на Фолкспаркщадион. Този стадион е построен в периода 1951 – 1953 г. на мястото на разрушения през Втората световна война Стадион Алтона. Капацитетът на стадиона е 61 000 зрители. Той е домакин на мачове от СП 1974 и Евро 1988. Феновете не харесват конструкцията на стадиона и дължащата се на нея липса на атмосфера. Те подигравателно го наричат Бетонената паница.
През 1998 г. започва основна реконструкция, която трае две години. Теренът е завъртян на 90 градуса, трибуните постепенно са разрушени и на тяхно място са построени нови, като забележителното в случая е, че през тези две години Хамбургер продължава да играе мачовете си там. Според категоризацията на УЕФА стадионът е от най-високата четвърта категория. От 1 юли 2001 г., след сделка с американския интернет провайдер АОЛ, носи името АОЛ Арена. От сезон 2007/08 правата над името са продадени на банка HSH Нордбанк за период от 3+3 години и стадионът се казва HSH Нордбанк Арена. Заради финансовата криза от 2008 г. през 2009 г. банката обявява, че няма намерение да използва опцията за удължаване на договора и така стадионът носи това име до средата на 2010 г., а след това Имтек получава спонсорските права.
Освен на мачове на Хамбургер, на този стадион се играят пет мача от СП 2006, както и финалът в Лига Европа през 2010 г., като през този сезон Хамбургер отпада на полуфинал и пропуска възможността да играе финал на собствения си стадион. Националният отбор на Германия домакинства на Имтек Арена в 27 мача, в които има 16 победи, 5 равенства и 6 загуби (една от победите е в приятелски мач срещу България.

## Фенове
Хамбургер е един от най-обичаните футболни отбори в Германия. Според статистика от февруари 2009 г. отбърът има 3,3 милиона фена в Европа, което го нарежда на 28 място по този показател на континента, като от германските отбори пред него са само Байерн Мюнхен (9 място, 19,8 милиона) и Вердер Бремен (22 място, 4,9 милиона).
Към края на 2014 г. Хамбургер има над 800 официално регистрирани фенклуба, 49 от които са извън Германия – в Австрия, Австралия, Англия, Белгия, Дания, Дубай, Индонезия, Испания, Италия, Китай, Люксембург, Мароко, Норвегия, Парагвай, Русия, САЩ, Сиера Леоне, Финландия, Франция, Нидерландия, Чехия, Швейцария, Швеция, Шотландия и Южна Африка. Първият фенклуб е Rothosen и е основан през април 1972 г.; той още съществува и има около 40 члена. Сред най-известните и най-важните фенклубове са Poptown, Chosen Few, Rautengeil Fallingbostel, Hermann's Treue Riege, Totale Offensive e.V. и Wilhelmsburger Jungs.
В днешни дни феновете на Хамбургер поддържат приятелски отношения с тези на Хановер 96 и Арминия Билефелд (трите отбора образуват т. нар. Северен алианс; цветовете на Хамбургер и Арминия са еднакви, както и съкращението HSV на Хамбургер и Хановер), но като цяло приятелствата с чужди фенове не са толокова интензивни, каквато е била традицията през 70-те и 80-те години. Тогава възникват и приятелствата с привържениците на Щутгарт и Нюрнберг, а най-голямо е приятелството с Борусия Дортмунд. То достига зенита си през 80-те години, но съществува само между отделни фракции от феновете. На международно ниво от края на 70-те години се поддържат топли отношения с феновете на Глазгоу Рейнджърс, което отговаря на факта, че феновете на местните врагове Санкт Паули и Селтик също се подкрепят взаимно. Най-необичани са феновете на местния съперник Санкт Паули, както и на Вердер Бремен и Байерн Мюнхен.

### Известни привърженици
- Бярне Медел, актьор
- Дитер Томас Хек, певец, актьор и продуцент
- Йоахим Браунер, телевизионен водещ
- Йорг Пилава, телевизионен водещ
- Кевин Ръсел, вокалист на Бьозе Онкелс
- Карл Дал, актьор, певец и телевизионен водещ
- Карло фон Тидеман, актьор
- Карстен Шпенгеман, актьор и телевизионен водещ
- Лото Кинг Карл, певец
- Майк Крюгер, актьор
- Матс Виландер, тенисист
- Михаел Щих, тенисист
- Моника Лирхаус, журналистка и телевизионна водеща
- Мориц Блайбтрой, актьор
- Нора Чирнер, актриса
- Ойген Блок, гастроном, основател на международната верига ресторанти Блок Хаус
- Ока Рау, волейболистка
- Оли Дитрих, актьор
- Оливер Гайсен, телевизионен водещ
- Ото Ваалкес, актьор и певец
- Сандра Фьолкер, плувкиня
- Стивън Гетйен, телевизионен водещ
- Тим Мелцер, телевизионен готвач
- Тил Демтрьодер, актьор
- Томи Хаас, тенисист
- Хайке Кабел, актриса
- Хайнц Ерхарт, актьор, музикант и поет
- Хелмут Шмит, политик, бивш бундесканцлер
- Хенри Фаал, актьор
- Х. П. Бакстер, фронтмен на Скутер

## Успехи
Статистика на успехите на Хамбургер ШФ
- 1 х Носител на КЕШ: 1983
- 1 х Финалист за КЕШ: 1980
- 1 х Носител на КНК: 1977
- 1 х Финалист за КНК: 1968
- 1 х Финалист за Купата на УЕФА: 1982
- 6 х Шампион на Германия: (1922*), 1923, 1928, 1960, 1979, 1982, 1983 (*: Отборът се отказва от титлата през 1922 г.)
- 8 х Вицешампион на Германия: 1924, 1957, 1958, 1976, 1980, 1981, 1984, 1987
- 3 х Носител на Купата на Германия: 1963, 1976, 1987
- 3 х Финалист за Купата на Германия: 1956, 1967, 1974
- 2 х Носител на Купата на лигата: 2 – 1973, 2003
- 5 х Носител на Купа Интертото: 1970*, 1974*, 1994*, 2005, 2007 (*: От 1967 до 1995 г. отборите играят само в групи – всеки срещу всеки на разменено гостуване и за победители в турнира се обявяват отборите с първи места в собствените си групи)
- 25 х Шампион на Северна Германия: 1921, 1922, 1923, 1924, 1925, 1928, 1929, 1931, 1932, 1933, 1948, 1949, 1950, 1951, 1952, 1953, 1955, 1956, 1957, 1958, 1959, 1960, 1961, 1962, 1963
- 4 х Шампион на Гаулига Нордмарк: 1937, 1938, 1939, 1941
- 16 х Шампион на Хамбург-Алтона: 1896*, 1897*, 1901*, 1902*, 1904*, 1905*, 1919**, 1924, 1926, 1927, 1928, 1930, 1931, 1932, 1945, 1946 (*: титлата е спечелена от СК Германия 1887; **: титлата е спечелена от ФК Хамбургер, по това време обединен с Виктория Хамбург)
- 2 х Шампион на Британската окупационна зона: 1947, 1948
- 6 х Носител на Купата на Северна Германия: 1927, 1953, 1956, 1957, 1959, 1960
- 1 х Финалист за Купата на Северна Германия: 1958

## Рекорди
Отборни
- Най-голяма победа като домакин в Бундеслигата: 8:0 (срещу Карлсруе, 1965/66)
- Най-голяма победа като гост в Бундеслигата: 6:0 (срещу Херта Берлин, 1979/80; Фортуна Дюселдорф 1982/83; Айнтрахт Франкфурт, 1990/91; Ханза Росток, 2004/05)
- Най-голяма загуба като домакин в Бундеслигата: 0:5 (срещу Байерн Мюнхен, 1973/74)
- Най-голяма загуба като гост в Бундеслигата: 2:9 (срещу Мюнхен 1860, 1963/64; Байерн Мюнхен, 2012/13)
- Най-добър старт в Бундеслигата: 22 точки от 10 мача (6 победи, 4 равенства) 2009/10
- Най-много поредни участия в евротурнирите: 7 (3 пъти КЕШ, 4 пъти Купа на УЕФА) 1979/80 – 1985/86

Играчи
- Най-много мачове общо: Манфред Калц – 744, 1971 – 1989 и 1990 – 1991
- Най-много мачове в Бундеслигата: Манфред Калц – 581, 1971 – 1989 и 1990 – 1991
- Най-много голове общо: Уве Зелер – 507, 1953 – 1972
- Най-много голове в Бундеслигата: Уве Зелер – 137, 1963 – 1972
- Най-много червени картони в Бундеслигата: Сергей Барбарез – 5, 2000 – 2006
- Най-млад играч: Джонатан Та – 17 години 5 месеца и 23 дни

В първенството
- От създаването на отбора през 1919 г. винаги е играл в най-високата дивизия на Германия.
- Единственият отбор, който е участвал във всички сезони на Първа Бундеслига от създаването ѝ през 1963 г. (до сезон 2017/18)
- Отборът с най-много титли от регионални първенства – 25 пъти шампион на Северна Германия.
- Най-много участия във финалния турнир за определяне на германския шампион – 32.
- Третият от общо четири отбора (заедно с Борусия Мьонхенгладбах, Байерн Мюнхен и Борусия Дортмунд), който успява да спечели две поредни шампионски титли в Бундеслигата.
- До ноември 2013 г. е отборът в Бундеслигата с най-много поредни мачове без загуба – 36 (16 януари 1982 – 29 януари 1983).[7] Рекордьор вече е Байерн Мюнхен с 53 мача.
- До сезон 2012/13 е и отборът в Бундеслигата с най-много победи като гост в един сезон – 11 (2005/06). Отново е задминат от Байерн Мюнхен с 15 мача.
- Трето място във вечната класация на Бундеслигата с 2597 точки (към 4 ноември 2014 г.).[38]
- Четвърто място в класацията за брой кръгове, в които отборът е на първо място в класирането – 106 кръга (към април 2007).[39]
- Манфред Калц е на второ място във вечната класация на играчите с най-много мачове в Бундеслигата – 581, всичките за Хамбургер. В Топ 15 са още Улрих Щайн (десети с 512 мача, 228 за Хамбургер) и Дитмар Якобс (тринадесети с 493 мача, 323 за Хамбургер).[40]
- Калц е и играчът, отбелязал най-много голове от дузпа – 53 гола от 60 дузпи.[41]
- Калц държи и негативен рекорд – има отбелязани шест автогола (все пак 76 пъти е уцелил правилната врата).[41]

## Аматьорски отбор
Вторият отбор на Хамбургер ШФ завършва сезон 2004/05 на шесто място в третодивизионната Регионална лига Север, като в течение на надпреварата достига дори до второто място, но лоша серия от резултати вадят младите футболисти на „червените шорти“ от разпределението на челните места. През следващата кампания борбата между повечето клубове се води за местата до десето, даващи право за участие в нововъведената Трета лига. Хамбургер ШФ II обаче завършват назад в таблицата и това им постижение ги поставя в новата четвърта дивизия на Германия – Регионална лига Север.
Тъй като игрището на Хагенбекщрасе не е лицензирано за срещи от новата лига, а HSH Нордбанк Арена не се използва за мачове на аматьорско ниво, ръководството на клуба от пристанищния град взема решение домакинствата на втория отбор да се провеждат на игрището в Нордерщет Едмунд-Пламбек-Щадион, арена на Айнтрахт Нордерщет. Отборът се води от бившия играч на Хамбургер Родолфо Кардосо.
| №             |          | Играч                   | Предишни клубове                                                                                |         |         |         |         |         |         |
| Вратари       | Вратари  | Вратари                 | Вратари                                                                                         | Вратари | Вратари | Вратари | Вратари | Вратари | Вратари |
| ------------- | -------- | ----------------------- | ----------------------------------------------------------------------------------------------- | ------- | ------- | ------- | ------- | ------- | ------- |
| -             | Германия | Марсел Хьолшер          | Оснабрюк                                                                                        |         |         |         |         |         |         |
| -             | Германия | Фабиан Лукасен          | Вилхелмсхафен, Санкт Паули, Хамбургер ШФ, Хаген/Аренсбург, Тритау                               |         |         |         |         |         |         |
| -             | Германия | Александер Майер        | Олдесло                                                                                         |         |         |         |         |         |         |
| Защитници     |          |                         |                                                                                                 |         |         |         |         |         |         |
| -             | Германия | Фахри Акьол             | Айнтрахт Нордерщет                                                                              |         |         |         |         |         |         |
| -             | Германия | Хенрик Детман           | Лобрюге                                                                                         |         |         |         |         |         |         |
| -             | Германия | Фабиан Франке           | Заксен Лайпциг                                                                                  |         |         |         |         |         |         |
| -             | Германия | Матиас Хаас             | Байерн Мюнхен, 1860 Розенхайм, Рамерберг                                                        |         |         |         |         |         |         |
| -             | Германия | Борис Лешински          | Унтерхахинг, Хамбургер ШФ, Шалке 04                                                             |         |         |         |         |         |         |
| -             | Германия | Виктор Майер            | Оснабрюк                                                                                        |         |         |         |         |         |         |
| -             | Германия | Герит Александер Пресел | Брамфелд                                                                                        |         |         |         |         |         |         |
| Полузащитници |          |                         |                                                                                                 |         |         |         |         |         |         |
| -             |          | Левон Айрапетиян        | Люсум                                                                                           |         |         |         |         |         |         |
| -             | Германия | Кристиан Бьонлайн       | Фрийзен                                                                                         |         |         |         |         |         |         |
| -             | Германия | Денис Дуве              | Харбург                                                                                         |         |         |         |         |         |         |
| -             | Германия | Мамади Кейта            | Блекбърн Роувърс, Кьолн, Менден, Холцен, Лабенди                                                |         |         |         |         |         |         |
| -             |          | Даниел Наги             | Уйпещ, Будапеща                                                                                 |         |         |         |         |         |         |
| -             |          | Джоузеф Олумиде         | Танхаузен, Кобленц, Валдхоф Манхайм, Гартенщат                                                  |         |         |         |         |         |         |
| Нападатели    |          |                         |                                                                                                 |         |         |         |         |         |         |
| -             | Германия | Андре Хан               | Бремерхафен                                                                                     |         |         |         |         |         |         |
| -             | Германия | Рафаел Казиор           | Рот-Вайс Есен, Холщайн Кил, Вакер Бургхаузен, Дуисбург, Санкт Паули, Хамбургер ШФ, СК Нордерщет |         |         |         |         |         |         |
| -             |          | Стивън Леверенц         | Динамо Дрезден, Хамбургер ШФ, Щапелфелд                                                         |         |         |         |         |         |         |
| -             | Германия | Гъргур Радос            | Огерсхайм, Вартекс Вараждин, Триестина, Унтерхахинг                                             |         |         |         |         |         |         |

## Женски отбор
Женският футболен отбор на Хамбургер е основан през 1970 г. Играе в Първа Бундеслига.

### Успехи
- 3 х Промоция в Първа Бундеслига: 1997, 2001 и 2003
- 1 х Финалист за Купата на Германия: 2002
- 1 х Финалист за Купа Одсет: 2004
- 4 х Шампион на Северната регионална лига: 1999, 2000, 2001 и 2003*
- 4 х Шампион на Хамбург: 1976, 1990, 2000* и 2002*
- 10 х Носител на Купата на Хамбург: 1979, 1991, 1994, 1995, 1997, 2000, 2001, 2002*, 2003 и 2004*

Титлите, отбелязани с *, са спечелени от дублиращия отбор.

## Други спортове
Другите спортове, които развива Хамбургер ШФ са хандбал, баскетбол, волейбол, лека атлетика, хокей на лед, ръгби, тенис на маса, тенис, бадминтон, бейзбол, боулинг, крикет, голф, карате, плуване, спортни танци, спортна гимнастика и хокей на ролери.

## Любопитно
- Хамбургер е единственият германски отбор, който никога не е изпадал от Първа Бундеслига от нейното основаване през 1963 г.
- Хамбургер е първият германски отбор, който прави турне в САЩ след Втората световна война (през 1950 г.) и се завръща с шест победи от шест мача.
- Масажистът Херман Рийгер е една от култовите фигури в Хамбургер. Той работи в отбора от 1978 до пенсионирането си през 2005 г. Заради веселия си характер и дългогодишната работа в тима той се радва на обичта на всички фенове е достигнал такъв култов статус, с който могат да се похвалят много малко играчи на отбора. Едно от скандиранията на агитката, когато играта на отбора не върви, е „Всички освен Херман да си ходят!“ По случай пенсионирането му Хамбургер организира бенефисен мач, едно рядко срещано събитие за човек, който не е футболист. На него е кръстен талисманът на отбора.
- Талисман на Хамбургер е динозавърът Херман. Рождената му дата е 24 август 2004, когато се излюпва от яйце по време на приятелския мач срещу Байерн Мюнхен по случай четиридесетгодишнината от основаването на Бундеслигата. Номерът на фланелката на Херман е 87 (идва от 1887 година).
- Със своите 76.347 члена Хамбургер ШФ е шестият по големина спортен клуб в Германия (към 6 октомври 2016).[42]